# Léopard de la meilleure réalisation
Le Léopard de la meilleure réalisation (Pardo per la miglior regia) est une récompense de cinéma décernée par le jury du Festival international du film de Locarno à un film en compétition.

## Palmarès
| Année     | Titre du film                         | Réalisateur          | Nationalité            |
| --------- | ------------------------------------- | -------------------- | ---------------------- |
| 1946      | Dix petits Indiens                    | René Clair           | États-Unis             |
| 1947      | Le silence est d'or                   | René Clair           | France                 |
| 1948      | Le Massacre de Fort Apache (1er Prix) | John Ford            | États-Unis             |
| 1948      | Allemagne année zéro (2e Prix)        | Roberto Rossellini   | Italie                 |
| 1949      | La Ville abandonnée                   | William A. Wellman   | France                 |
| 1950-1957 |                                       | Pas de récompense    |                        |
| 1958      | Le Beau Serge                         | Claude Chabrol       | France                 |
| 1959      | Le Baiser du tueur                    | Stanley Kubrick      | États-Unis             |
| 1960      | Thomas Gordeiev                       | Mark Donskoy         | Union soviétique       |
| 1961-2005 |                                       | Pas de récompense    |                        |
| 2006      | Le Dernier des fous                   | Laurent Achard       | France Belgique        |
| 2007      | Capitaine Achab                       | Philippe Ramos       | France                 |
| 2008      | Elle veut le chaos                    | Denis Côté           | Canada                 |
| 2009      | Tambour battant                       | Alexeï Mizguirev     | Russie                 |
| 2010      | Curling                               | Denis Côté           | Canada                 |
| 2011      | Best Intentions                       | Adrian Sitaru        | Roumanie               |
| 2012      | When Night Falls                      | Liang Ying           | Chine Corée du Sud     |
| 2013      | Sunhi                                 | Hong Sang-soo        | Corée du Sud           |
| 2014      | Horse Money                           | Pedro Costa          | Portugal               |
| 2015      | Cosmos                                | Andrzej Zulawski     | France Portugal        |
| 2016      | L'Ornithologue                        | João Pedro Rodrigues | Portugal France Brésil |
| 2017      | 9 doigts                              | F. J. Ossang         | France                 |
| 2018      | Tarde para morir joven                | Dominga Sotomayor    | Chili                  |
| 2019      | Les Enfants d'Isadora                 | Damien Manivel       | France                 |
| 2021      | Zeros and Ones                        | Abel Ferrara         | États-Unis             |
| 2022      | Tengo sueños eléctricos               | Valentina Maurel     | Costa Rica             |
| 2022      | Stepne                                | Maryna Vroda         | Ukraine                |